# Krishna's Butterball

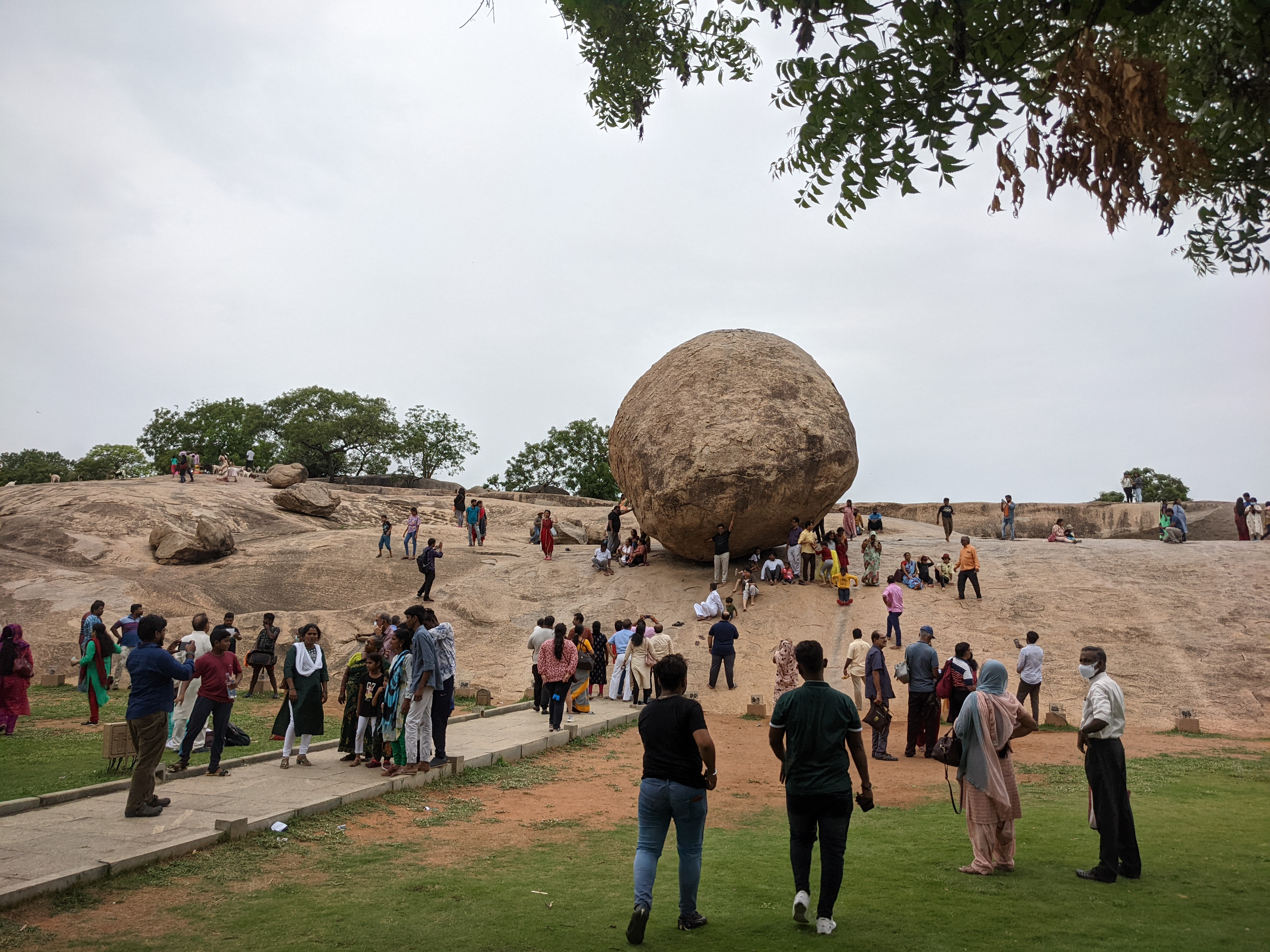
Krishna's Butterball a Mahabalipuram

La Krishna's Butterball (nota anche come Vaan Irai Kal) è una gigantesca roccia di granito in equilibrio che poggia su un breve pendio nella storica località costiera di Mahabalipuram (conosciuta pure come Mamallapuram), nello stato del Tamil Nadu, in India.
Fa parte del gruppo di monumenti di Mahabalipuram (costruito durante il VII e l'VIII secolo d.C. come insieme di monumenti religiosi indù dalla dinastia Pallava) il quale è un sito del patrimonio mondiale dell'UNESCO, questo la rende una popolare attrazione turistica locale.

## Etimologia
Il nome originale, Vaan Irai Kal, si traduce dal Tamil come "Pietra del dio del cielo". Il nome con cui è conosciuto oggi invece deriverebbe dalle scritture indù, secondo queste, infatti, il signore Krishna rubava spesso il burro da sua madre. Questo breve aneddoto potrebbe spiegare come si è arrivati al nome Krishna's Butterball (la cui traduzione letterale dall'inglese è "palla di burro di Krishna"). Nel 1969 una guida turistica affermò che fu Indira Gandhi (che in quegli anni ricopriva la carica di Primo ministro dell'India) ad attribuire il nome Krishna's Butterball al monumento.

## Storia
Una delle prime testimonianze relative al monumento racconta che già il re Pallava Narasimhavarman (630–668 d.C.) tentò di spostare il masso senza riuscirci. Successivamente invece si riporta che il re indiano Tamil Raja Raja Chola (985 e 1014 d.C.) si ispirò all'equilibrio di questa enorme roccia di granito per la creazione delle caratteristiche bambole di fango che non cadono mai chiamate Tanjavur Bommai (questi giocattoli tradizionali possiedono una base semisferica pesante e perciò tendono a tornare indietro nella loro posizione iniziale ogni volta che si tenta di farli cadere). Nel 1908, l'allora governatore della città, Arthur Havelock, tentò anche lui, utilizzando sette elefanti, di spostare il masso dalla sua posizione (per timore che potesse creare problemi di sicurezza) ma senza successo. Il 12 ottobre 2019, il primo ministro indiano Narendra Modi e il presidente cinese Xi Jinping scattarono una foto davanti a Butterball di Krishna tenendosi per mano durante il loro secondo "vertice informale".

## Dettagli
Il masso è alto circa 6 metri e largo 5, pesa circa 250 tonnellate. Sembra sempre in precario equilibrio su un pendio alto circa un metro e poggia su un basamento costituito da una collina naturalmente erosa. Le fonti più antiche affermano che sia stato nello stesso posto da circa 1.200 anni. Inoltre una parte del masso nella porzione postero-superiore si è staccata, facendola apparire semisferica dal retro e di forma rotonda dagli altri tre lati.

## Galleria d'immagini

Vista del monumento da diverse angolazioni
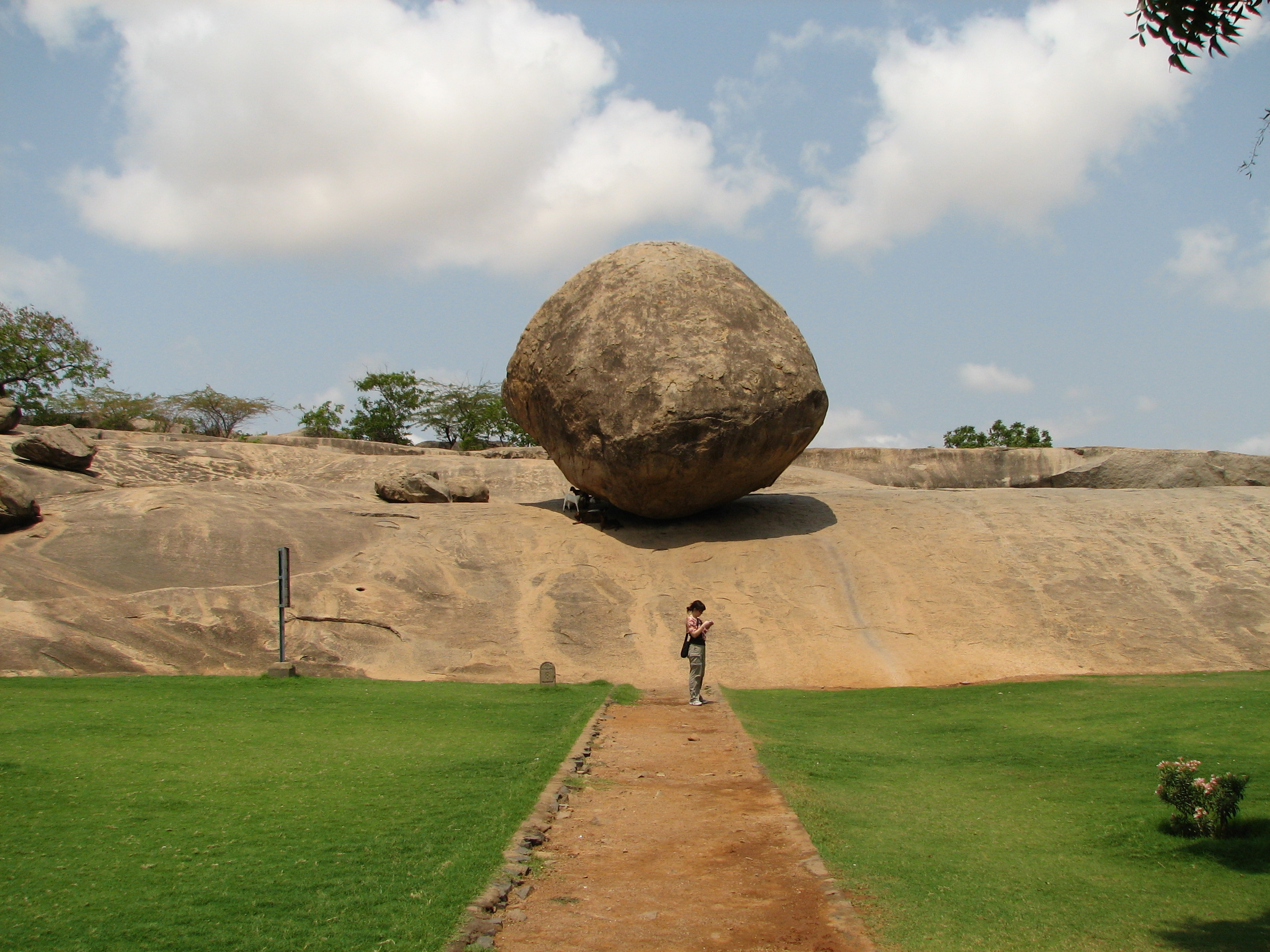
Vista sud
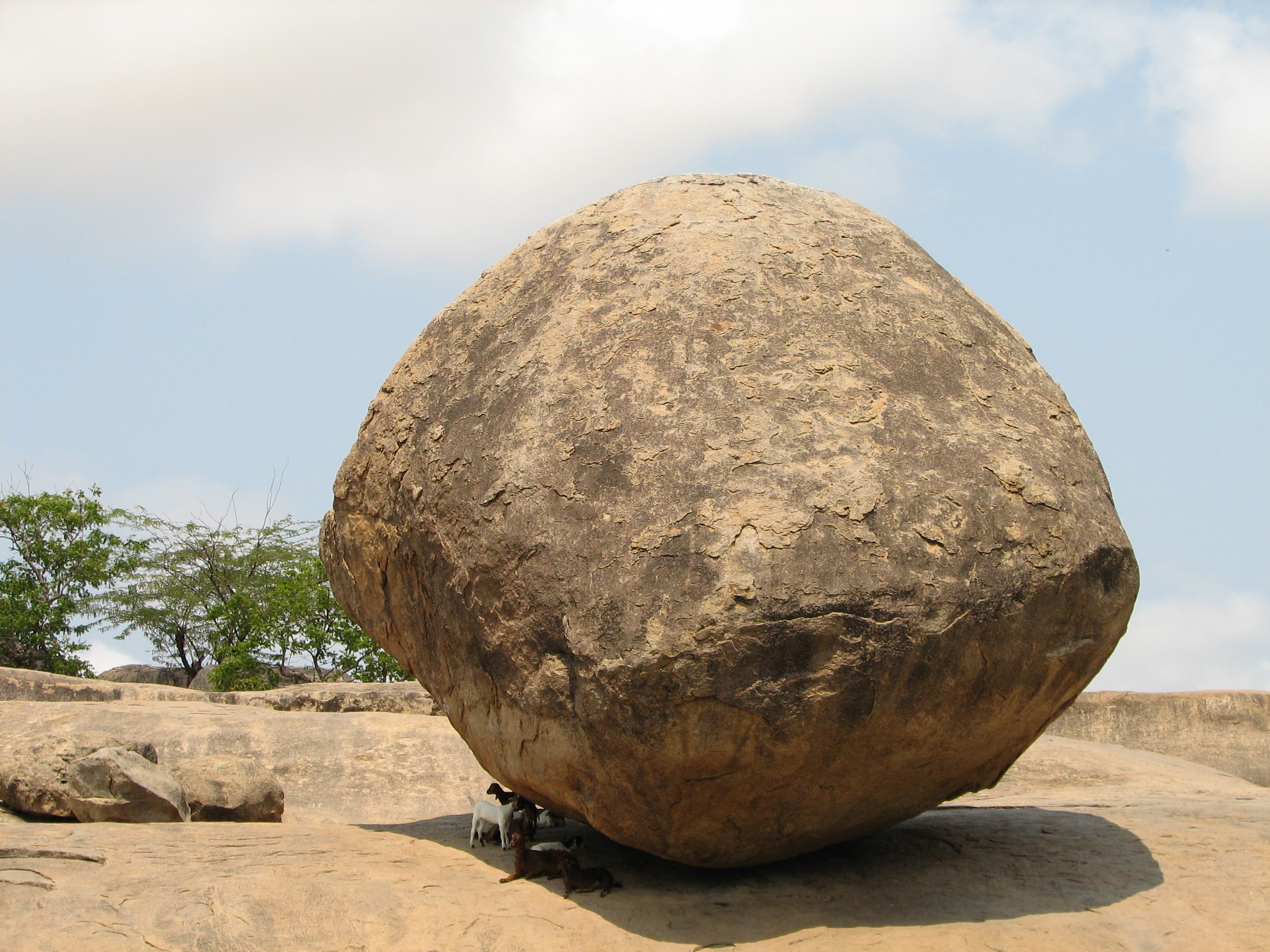
Vista sud-ovest
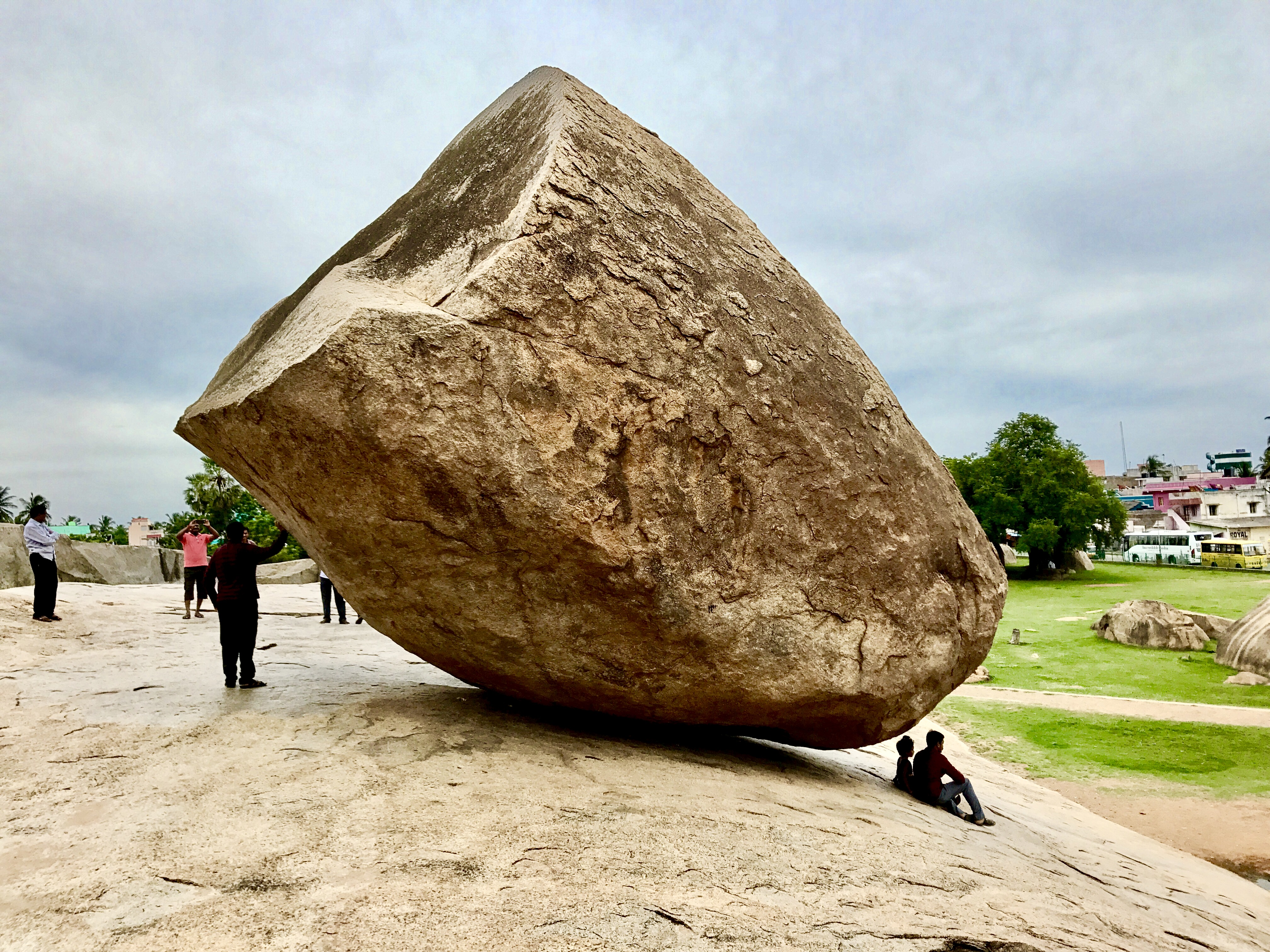
Vista ovest
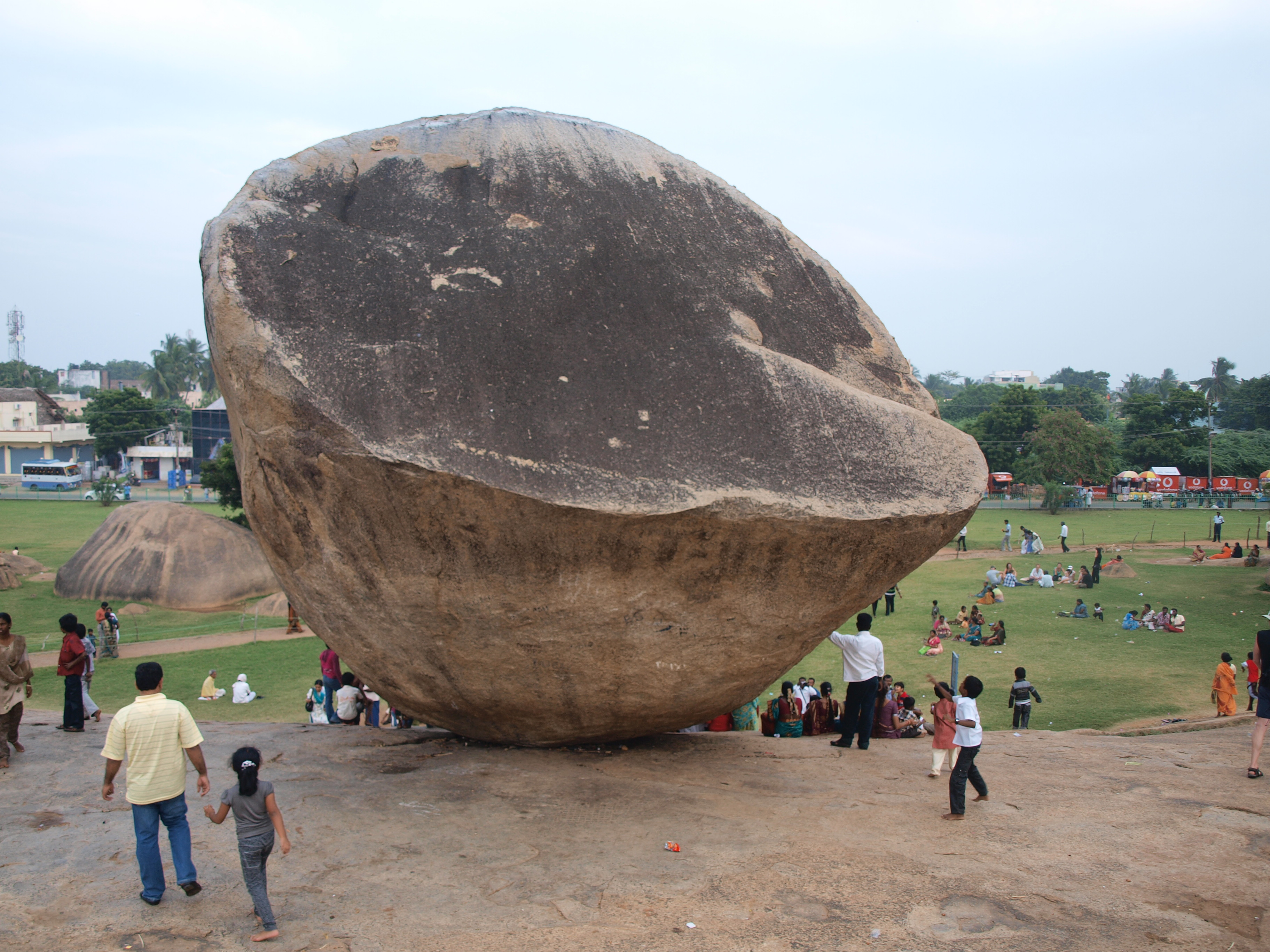
Vista nord
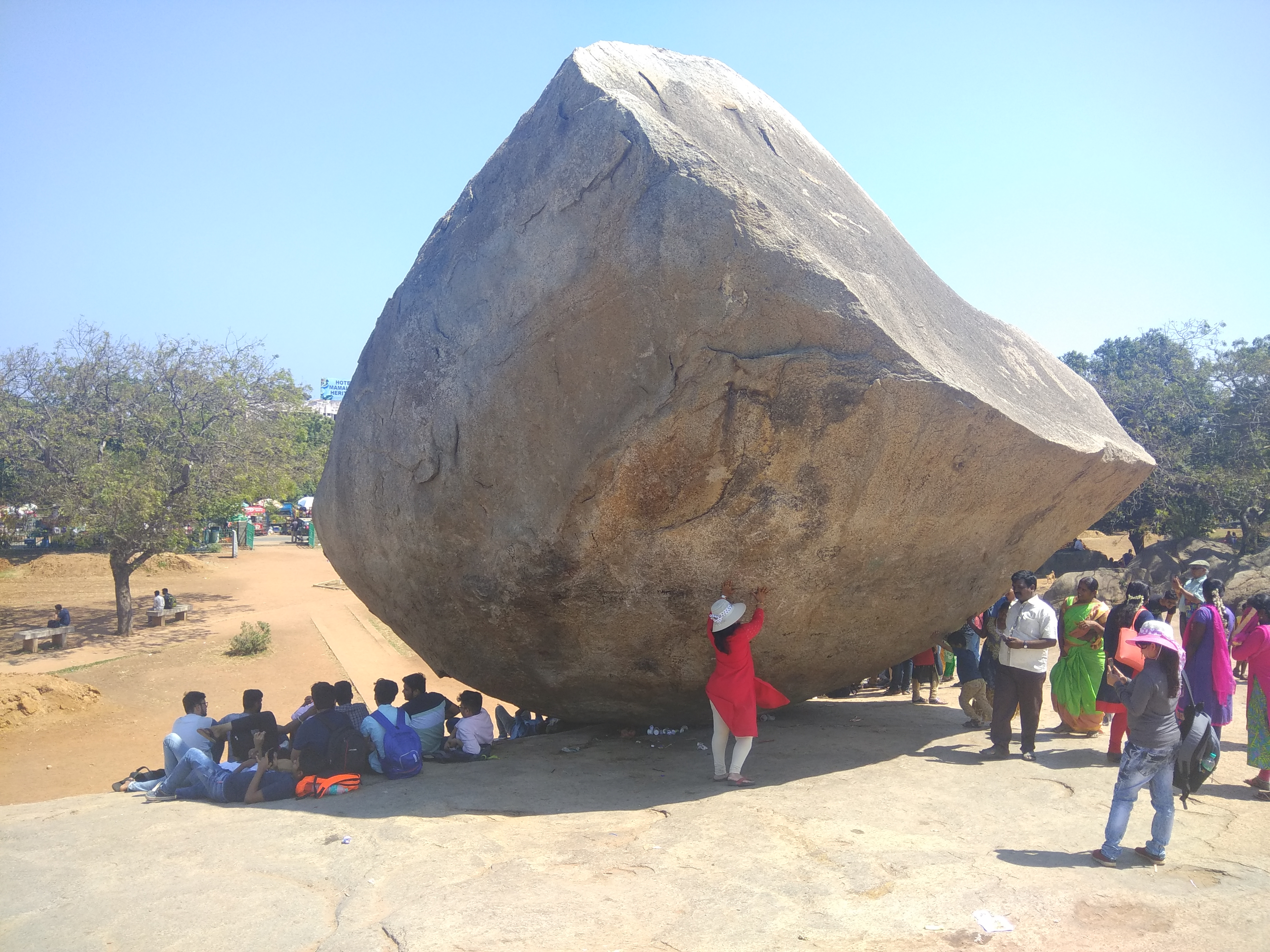
Vista nord-est
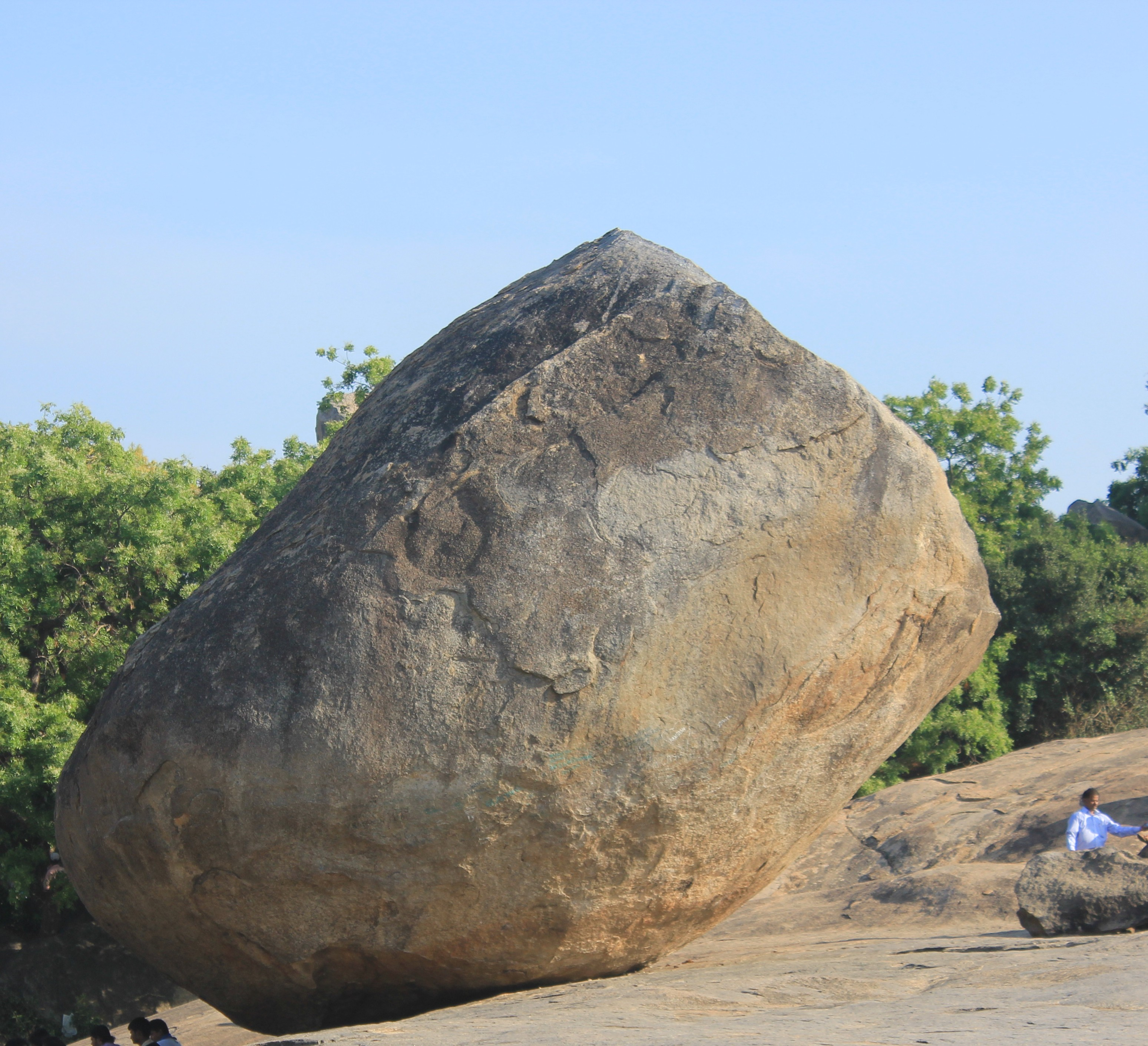
Vista est
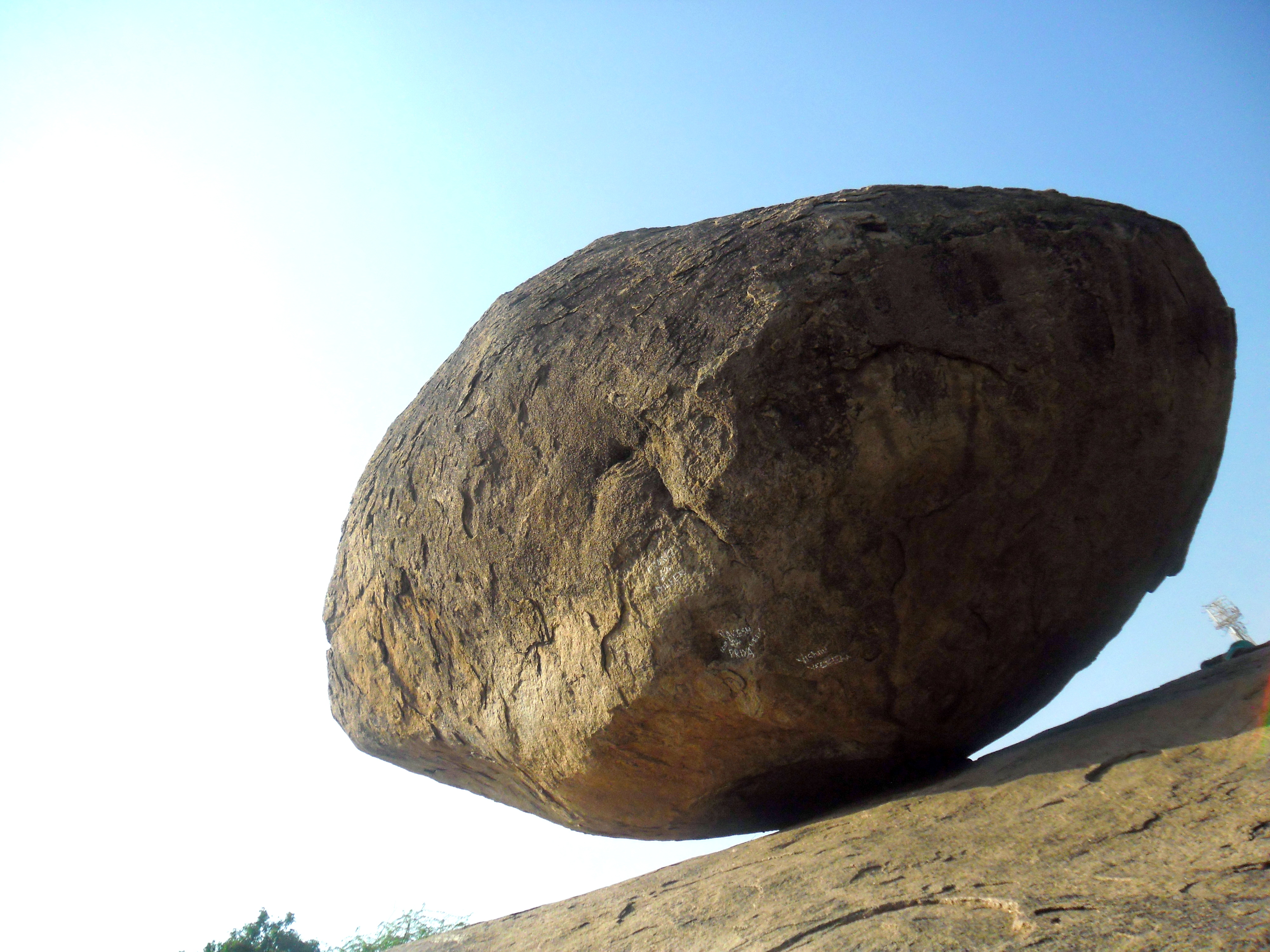
Vista sud-est